# Teheran-ro
Teheran-ro (Tiếng Hàn: 테헤란로; dịch nghĩa: "Đại lộ Tehran") là một con đường ở Gangnam-gu của Seoul, Hàn Quốc; kéo dài từ ga Gangnam qua Yeoksam-dong đến Samseong-dong. Nó được ví là "Thung lũng Teheran" (sau Thung lũng Silicon) do tuyến đường này tập trung số lượng lớn các công ty hoạt động trong lĩnh vực internet. Quận Gangnam trải qua sự phát triển thần tốc cùng làn sóng xây dựng đã biến Teheran-ro trở thành một trong những con phố sầm uất nhất ở Hàn Quốc. Con đường tương ứng với Teheran-ro là đường Seoul ở Tehran, Iran, nằm ở phía bắc của thành phố đó, gần với quận Evin.
Teheran-ro là một đoạn đường dài 3,5 km - một phần của Đường số 90 Thành phố Seoul, chạy về phía đông từ ga Gangnam đến ga Samseong và khu phức hợp COEX/KWTC. Ngoài ra thì ga Yeoksam và ga Seolleung cũng nằm trên Teheran-ro. Tất cả các ga này đều nằm trên tuyến số 2 tàu điện ngầm Seoul.
Một số tòa nhà chọc trời và bất động sản đắt đỏ nhất Hàn Quốc đều nằm ở Teheran-ro, trong khi Chính quyền Thành phố Seoul ước tính rằng hơn một nửa số vốn đầu tư mạo hiểm của Hàn Quốc, tức khoảng 200 tỷ won (khoảng 200 triệu USD), được đầu tư vào Thung lũng Teheran.

## Tên gọi

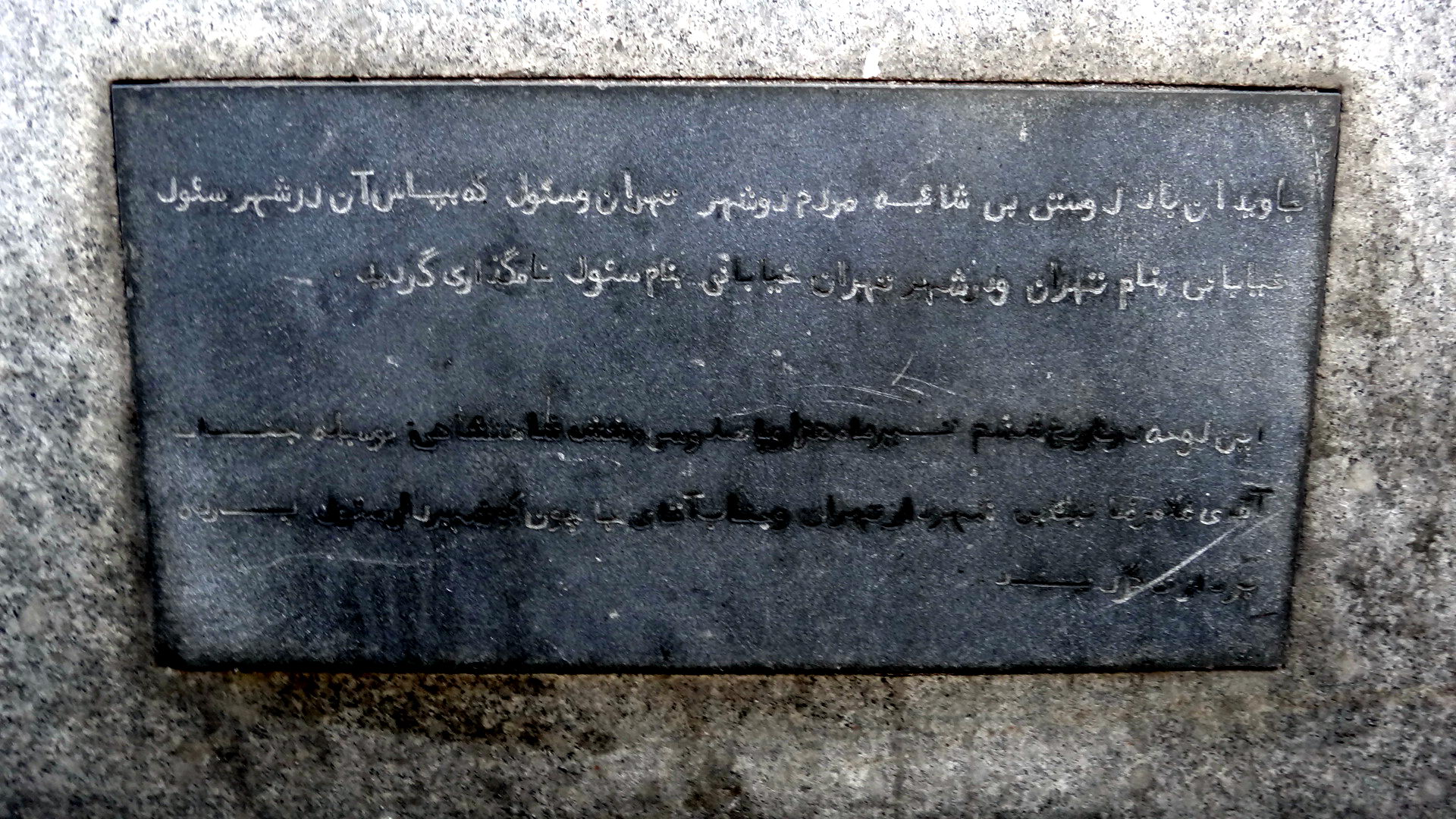
Tấm bảng kỷ niệm chuyến thăm của cố thị trưởng Tehran là ông Gholamreza Nikpay tới thị trưởng Seoul là ông Kuh Cha-chun

Ngày 27 tháng 6 năm 1977, Chính quyền Thành phố Seoul đề nghị thành phố Seoul (thủ đô Hàn Quốc) và Tehran (thủ đô Iran) trao đổi tên đường giữa hai thủ đô nhân dịp chuyến thăm Hàn Quốc của cố thị trưởng Gholamreza Nikpey của Tehran. Sau đó, đường Samneungno được đổi tên thành Teheran-ro, khi đó con đường này chạy qua một khu vực tương đối kém phát triển mà cuối cùng đã được sáp nhập vào Seoul năm 1963.

## Kinh tế
Khu vực này có các doanh nghiệp sở hữu các cổng thông tin điện tử lớn trong nước như Daum, Naver cũng như Google. Samsung Electronics và SK Hynix đều có văn phòng tại đây. Nhiều tổ chức tài chính và kinh doanh của Hàn Quốc và của quốc tế bao gồm POSCO, Standard Chartered, Citibank cũng đặt văn phòng ở Teheran-ro.
Tòa nhà Jungsuck - trụ sở chính của Kakao M (nay là Kakao Entertainment), là một trong những công ty sản xuất âm nhạc lớn nhất cả nước, tọa lạc ở Teheran-ro.

## Hình ảnh

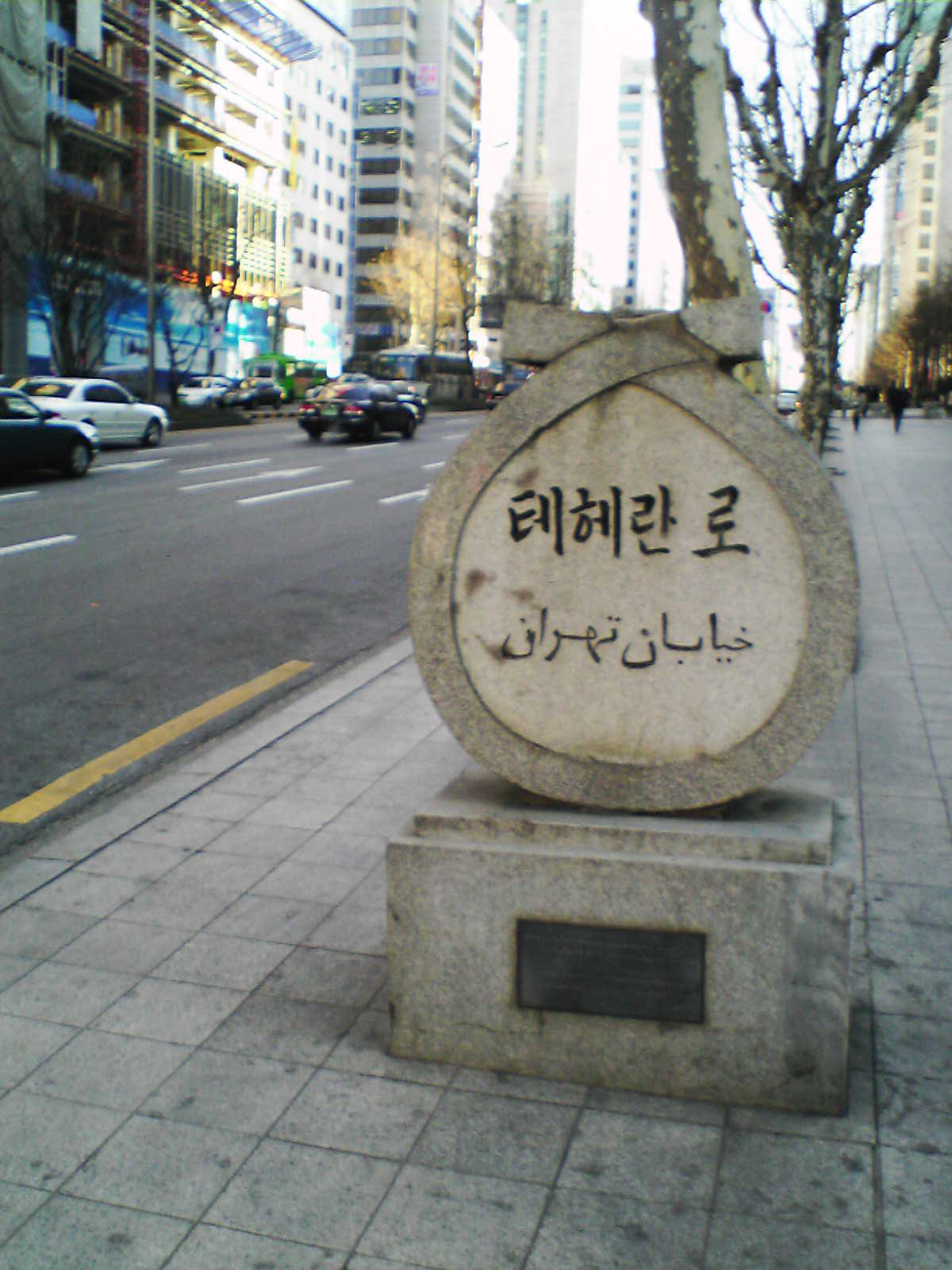
Cột tên đường ghi chữ "Đường Tehran" bằng cả tiếng Hàn (테헤란로) và tiếng Ba Tư (خیابان تهران).
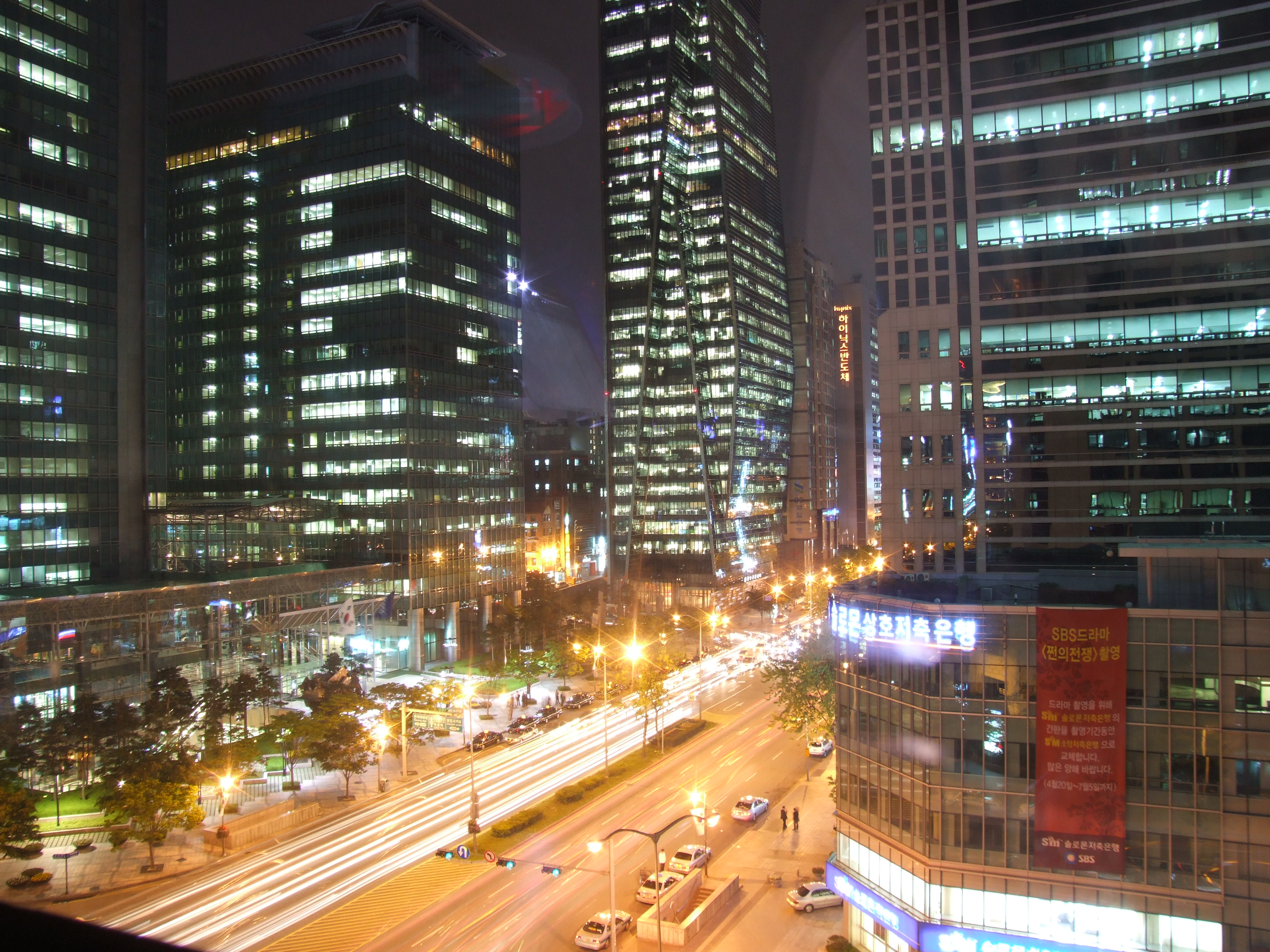
Ngã tư Posco
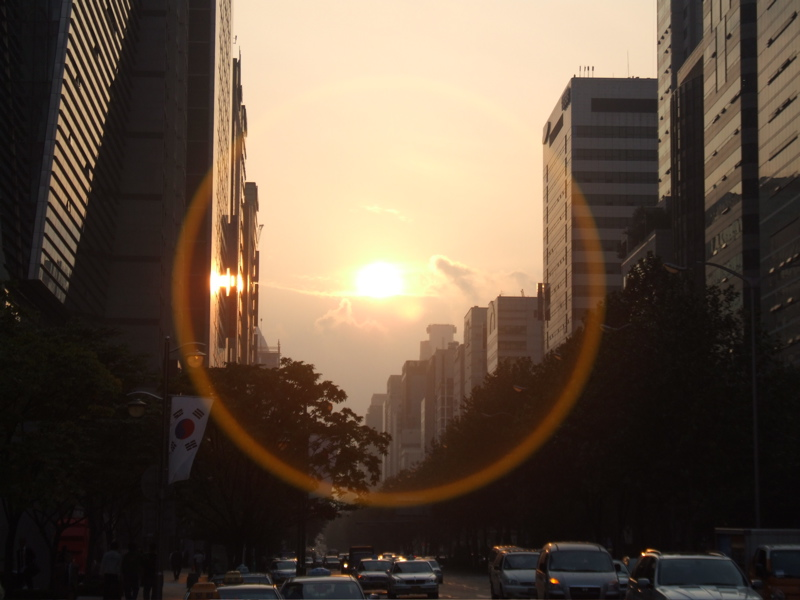
Hoàng hôn ở Posco
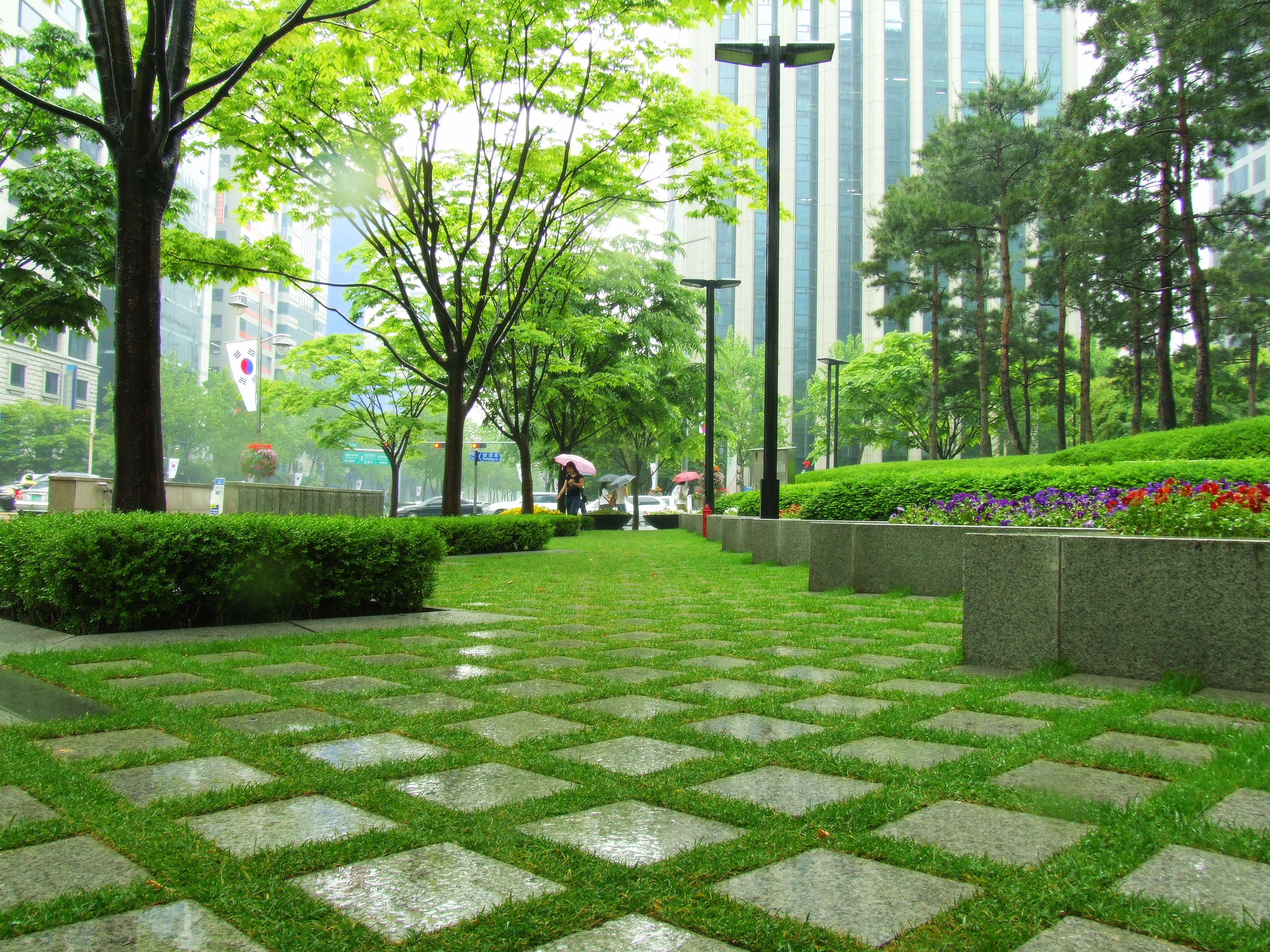
Lối đi trên vỉa hè vào một ngày mưa, trước tòa nhà Posco
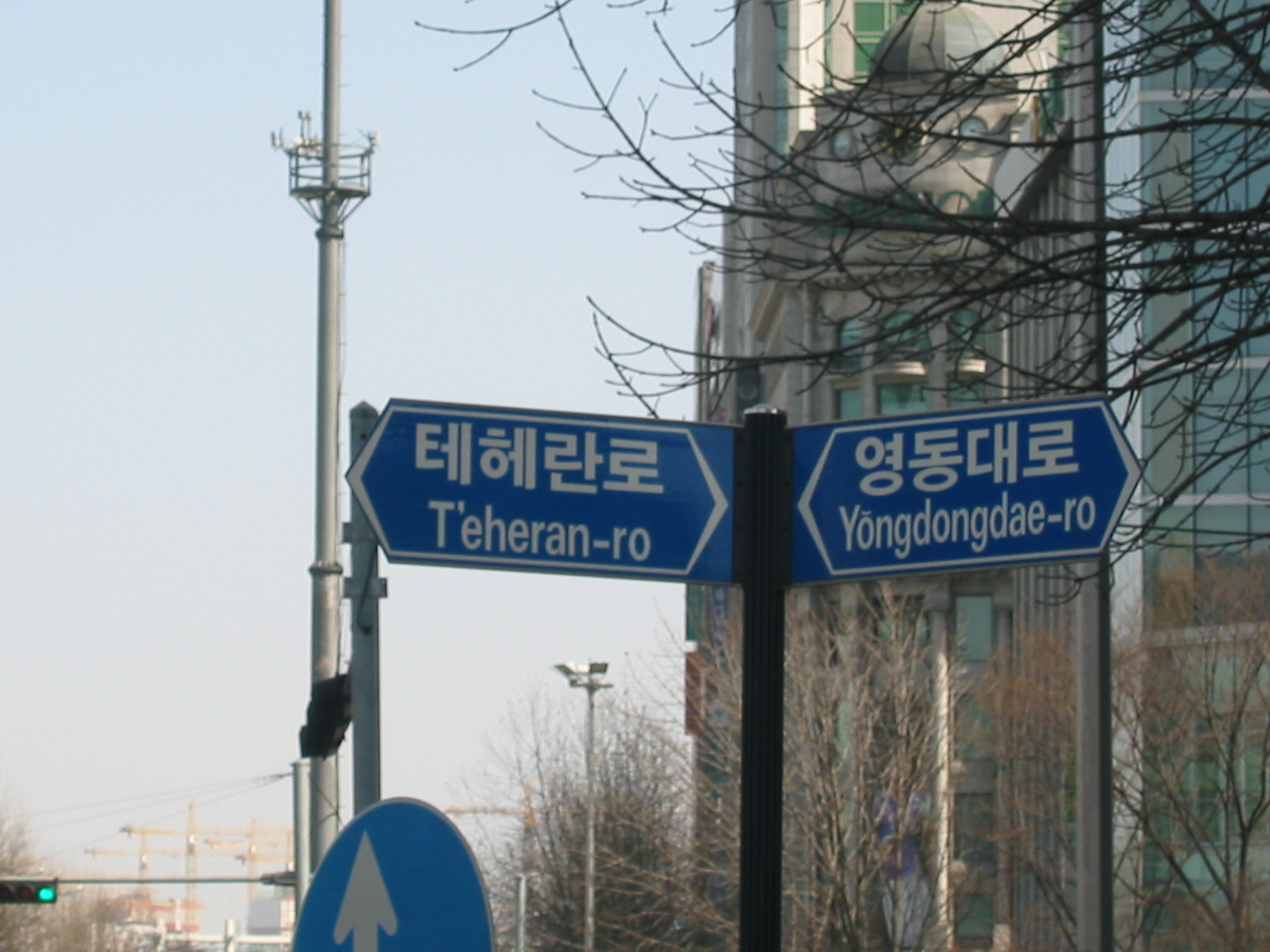
Bảng tên đường ở ngã tư COEX - KWTC